# Casa Costa (Sant Just Desvern)
Casa Costa és una casa de Sant Just Desvern (Baix Llobregat) inclosa a l'Inventari del Patrimoni Arquitectònic de Catalunya.

## Descripció
La torre té planta baixa i pis amb la coberta composta amb teules àrabs coronada per una hídria en l'angle superior i un òcul en el capcer. La composició, amb l'accés centralitzat, segueix una disposició simètrica amb les obertures allindades. Una gran balconada situada en la façana principal es perllonga en la lateral per unificar-se amb la terrassa de la primera planta en la part posterior. La rehabilitació de l'edifici ha anat aparellada amb la remodelació de l'espai urbà generant-se una plaça amb arbrat i zones de descans facilitant un esponjament en el nucli antic de la vila. Tot el parament de l'edifici és arrebossat i s'ha conservat el barri d'entrada amb els pilars i el petit muret que en part li dona privacitat.

## Història
En origen la casa Costa era una torre, envoltada de jardí, de planta baixa que va ser projectada, el 1917, per Marcel·lià Coquillat, arquitecte municipal de la vila. Va ser objecte d'una ampliació segons projecte de Josep Alemany, també arquitecte municipal, el 1930. La casa va passar a tenir una planta més i s'amplià per la part del darrere amb l'aparició d'una terrassa passant la planta de quadrada a rectangular. La intervenció mantingué el caràcter originari i, a la vegada, reforçà certa influència centreeuropea amb la coberta composta de teules i la barbacana sostinguda per bigues. Avui la casa, és propietat de l'Ajuntament, i per concessió ha passat a ser el Centre de Formació Bristol; l'adaptació i rehabilitació va ser iniciada a finals del 2017 per l'arquitecte Marc Viader.